# Thomas Nagel

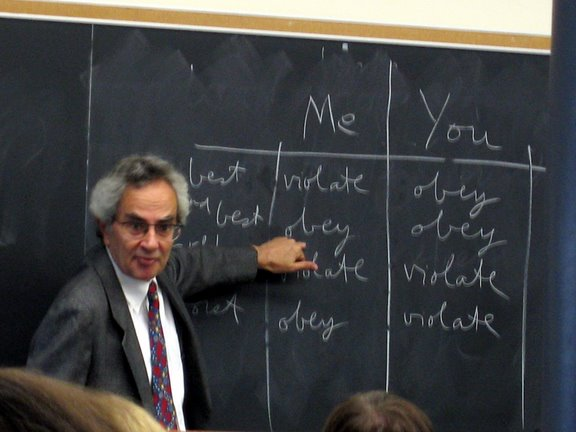
Thomas Nagel, Uniwersytet Nowojorski, 2008

Thomas Nagel (ur. 4 lipca 1937) – amerykański filozof. Jego najbardziej znanym tekstem jest artykuł Jak to jest być nietoperzem? (What Is it Like to Be a Bat?), w którym krytykuje redukcjonistyczne poglądy w filozofii umysłu.

## Publikacje
- Thomas Nagel, Pytania ostateczne, przeł. Adam Romaniuk, Fundacja Aletheia, Warszawa 1997, ss. 259, ISBN 83-87045-05-5.